# Landesregierung Pauli Ellefsen
Die Landesregierung mit Pauli Ellefsen als Ministerpräsident an der Spitze war die elfte Regierung der Färöer nach Erlangung der inneren Selbstverwaltung (heimastýri) im Jahr 1948.
Die Regierung bestand vom 5. Januar 1981 bis zum 10. Januar 1985 und setzte sich aus einer Koalition von Sambandsflokkurin, Fólkaflokkurin und Sjálvstýrisflokkurin zusammen.
Es war seit 1959 die erste rein bürgerliche Regierung. Des Weiteren wurde das Amt des stellvertretenden Ministerpräsidenten nach zweijähriger Unterbrechung erneut besetzt.
Pauli Ellefsen vom Sambandsflokkurin führte als Ministerpräsident die Regierung an.
Darüber hinaus war er auch für Auswärtiges, Industrie und Arbeit zuständig.
Olaf Olsen vom Fólkaflokkurin war stellvertretender Ministerpräsident und Minister für Fischerei und Handel.
Páll Vang vom Fólkaflokkurin war Minister für Landwirtschaft, Gesundheit, Verkehr und Justiz,
Eilif Samuelsen vom Sambandsflokkurin Minister für Bildung, Soziales und Energie und schließlich Tórbjørn Poulsen vom Sjálvstýrisflokkurin Minister für Finanzen, Kommunales und Kultur.
Olaf Olsen schied 1983 aus der Regierung aus und wurde durch Anfinn Kallsberg vom Fólkaflokkurin ersetzt.

## Mitglieder
Mitglieder der Landesregierung Pauli Ellefsen vom 5. Januar 1981 bis zum 10. Januar 1985:
| Aufgabenbereich                                                | Minister                     | Minister | Partei                   |
| -------------------------------------------------------------- | ---------------------------- | -------- | ------------------------ |
| Ministerpräsident (Løgmaður) Auswärtiges, Industrie und Arbeit | Pauli Ellefsen               |          | B – Sambandsflokkurin    |
| Stellvertr. Ministerpräsident Fischerei und Handel             | Olaf Olsen (1981–1983)       |          | A – Fólkaflokkurin       |
|                                                                | Anfinn Kallsberg (1983–1985) |          | A – Fólkaflokkurin       |
| Bildung, Soziales und Energie                                  | Eilif Samuelsen              |          | B – Sambandsflokkurin    |
| Landwirtschaft, Gesundheit, Verkehr und Justiz                 | Páll Vang                    |          | A – Fólkaflokkurin       |
| Finanzen, Kommunales und Kultur                                | Tórbjørn Poulsen             |          | D – Sjálvstýrisflokkurin |